# Tamoyo São Caetano
Pour les articles homonymes, voir São Caetano.
 (octobre 2023).
Si vous disposez d'ouvrages ou d'articles de référence ou si vous connaissez des sites web de qualité traitant du thème abordé ici, merci de compléter l'article en donnant les références utiles à sa vérifiabilité et en les liant à la section « Notes et références ».
Le Tamoyo São Caetano est un club de volley-ball brésilien basé à São Caetano do Sul, et qui a évolué au plus haut niveau national vers 2006-2008 (Superliga).
Le club cesse ses activités en 2019.

## Palmarès
Néant.

## Effectif
[Quand ?]
Entraîneur : Antonio Gonçalves  Brésil
| Numéro | Nom                              | Taille | Nationalité | Poste |
| 1      | Rafael PEIXOTO KAGER             | 1,98   | Brésil      | C     |
| 2      | Leonardo Henrique PINHEIRO       | 2,10   | Brésil      | A     |
| 3      | Marcos Aurélio OLIVEIRA          | 1,92   | Brésil      | L     |
| 4      | Douglas DUARTE SOUZA DA SILVA    | 2,01   | Brésil      | C     |
| 5      | João Davi HORST JUNIOR           | 1,83   | Brésil      | P     |
| 6      | Flavio Silverio DE CASTRO        | 2,00   | Brésil      | C     |
| 7      | Hermison ALVES DA SILVA          | 1,70   | Brésil      | P     |
| '8     | Everton FAGUNDES DA CONCEICÃO    | 1,96   | Brésil      | A     |
| 9      | Julio Cesar ANDRIOLI             | 1,96   | Brésil      | A     |
| 10     | João Ricerdo SILVA DE FREITAS    | 1,95   | Brésil      | R/A   |
| 11     | Levis Cesar GOMES                | 2,01   | Brésil      | C     |
| 12     | Caique Oswaldo FERREIRA DA SILVA | 1,85   | Brésil      | R/A   |
| 13     | Rafael BARONI                    | 1,90   | Brésil      | R/A   |
| 14     | Christiano BOSNICH               | 1,83   | Brésil      | P     |
| 15     | João Paulo DE MOURA              | 1,87   | Brésil      | L     |
| 16     | Alan SOARES JULIO                | 1,92   | Brésil      | A     |
| 17     | Carlos Leandro DA SILVA          | 1,97   | Brésil      | R/A   |
| 18     | Everaldo Felipe DE CASTRO SILVA  | 1,94   | Brésil      | R/A   |